# Sławno (Pomerania Occidentale)
Sławno (in tedesco Schlawe) è una città polacca del distretto di Sławno nel voivodato della Pomerania Occidentale. Ricopre una superficie di 15,78 km² e nel 2007 contava 13 255 abitanti.